# Scone de patata

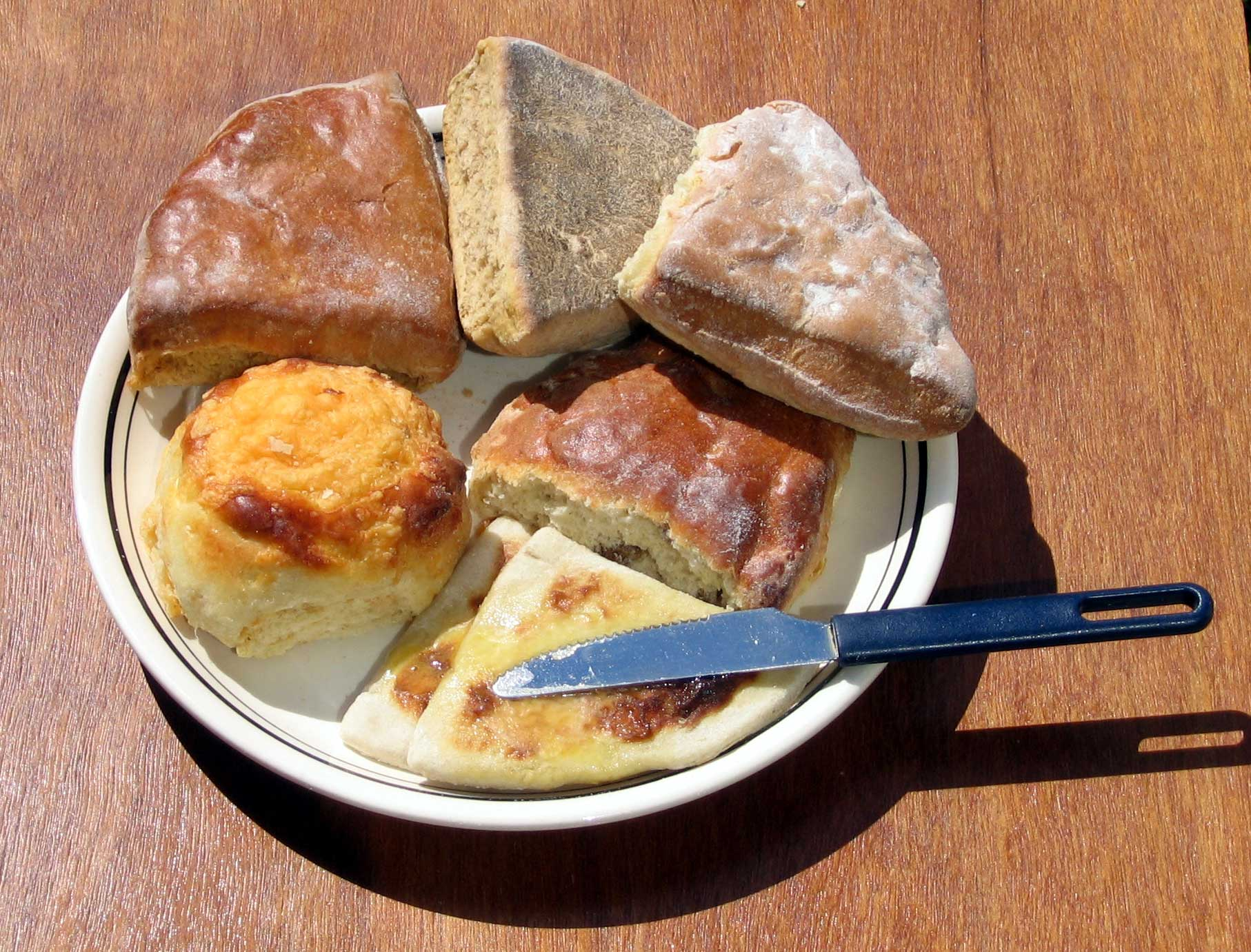
Scones de patata calientes untadas con mantequilla, delante de un plato grande con scones normales.

El scone de patata (conocido coloquialmente como tattie scone) es una variante regional del scone a la plancha especialmente popular en Escocia.
Existen muchas variante de la receta, que incluyen diversas cantidades de patata cocida y sal.
Los scones de patata se elaboran tradicionalmente como círculos de unos 9 cm de radio, cortándolos luego en cuartos. Son más finos (de unos 7 mm) de los scones normales, resultando más parecidos a una torta de avena blanda. Suelen servirse como parte del desayuno completo escocés con huevos fritos, panceta y sliced sausage.
Un scone de patata típico se hace con una masa de patatas trituradas (patata y mantequilla con sal) y harina que se extiende y se fríe en una parrilla.